# Instituto Padre Juan Díaz
El Instituto Padre Juan Díaz es una institución católica ubicada en el Seminario Conciliar de Nuestra Señora de Ocotlan en Tlaxcala.

## Historia
Antes de constituirse como una Institución, fue una Secundaria Particular de la Diócesis de Tlaxcala. La secundaria prevaleció desde 1956 en Ocotlán (Tlaxcala) bajo la dirección de Isacc Goyce. En ese mismo año, la secundaria se incorporó a la Secretaría de Educación Pública de México.

### Años 60 y 70
Durante esos años la secundaria perdió la estadía en Ocotlán (Tlaxcala) y se trasladó durante un breve lapso a la comunidad de Tlaxco (Tlaxcala). Posteriormente, se movió hacia el municipio de Apetatitlán de Antonio Carvajal en la comunidad de Belén Atzitzimitzitlan, en donde se inició la incorporación de mujeres pero con varones seminaristas. Por último pasó a Ixtenco.

### Años 2000
El 2004 pasará a Zacatelco donde conservara su registro ante la Secretaría de Educación Pública. Al ser una secundaria nueva obtuvo logros destacados a nivel estatal y nacional.

## Como institución
El día 9 de marzo se hizo la colocación de la primera piedra como institución. El evento contó con la presencia del entonces obispo de Tlaxcala, Francisco Moreno Barrón, y del exgobernador tlaxcalteca Mariano González Zarur. El proyecto tuvo una buena recepción por parte de la comunidad.
El 22 de agosto de 2016 se inauguró el primer ciclo escolar, con una matrícula mixta de 122 alumnos.
Para el día 16 de enero se logra concluir con la primera etapa constructiva de la institución (aulas, sanitarios, cafetería, plaza cívica y salas de maestros y Audiovisuales). El evento fue presenciado por Presbíteros, Monjas, Bienechores, Padres de Familia, Alumnos y Banda de Guerra.Y presidido por Seminaristas junto con la plantilla de Alumnos.

## Vicerrectores
Pbro. Jordan Sánchez Vázquez (fue el primer vicerrector designado por Moreno Barrón. Antes de la inauguración del ciclo escolar 2016-2017 fue retirado por cuestiones laborales).
Pbro. Fortino Cervantes Hernández (estuvo en la inauguración del ciclo escolar y fue oficialmente hecho vicerrector, se retiró por cuestiones de salud).
Pbro. Víctor Fabián Martínez (al principio fue prefecto de estudios, al retiro del presbítero Fortino. Pasó a ser el Vicerrector Oficial del Instituto, donde continúa su labor).